# 우티 엽병연대
우티 엽병연대(핀란드어: Utin Jääkärirykmentti; UTJR 우틴 얘캐리뤽멘티[*])는 핀란드 육군의 특수작전 및 헬기작전 교도부대다. 핀란드 육군의 특수부대 운용 및 그 훈련을 담당한다. 제2차 세계대전 당시 활동한 특작부대인 제4분견대대(1943년-1944년)를 모체로 하며, 직접적인 전신은 낙하산엽병학교(1962년-1996년)다.

## 역대 연대장
1. 대령 마티 라우카넨(1950년생) 1997년–1999년
2. 중령 요르마 알라산킬라(1956년생) 1999년-2001년
3. 대령 티모 키비넨(1959년생) 2001년 8월 1일-2004년 10월 31일
4. 대령 페트리 훌코(1961년생) 2004년 11월 1일-2008년 5월 31일
5. 대령 킴 마트츠손(1962년생) 2008년 6월 1일-2010년 11월 30일
6. 대령 야리 칼리오(1961년생) 2010년 12월 1일-2012년 2월 29일
7. 대령 헤이키 밸리베흐마스(1962년생) 2012년 3월 1일-2013년 7월 31일
8. 대령 페트리 마틸라(1964년생) 2013년 8월 1일-2015년 7월 31일
9. 대령 알리 매퇼래(1964년생) 2015년 8월 1일-2017년 7월 31일[1]
10. 대령 야로 케새넨(1973년생) 2017년 8월 1일-2019년 5월 1일[2][3][4]
11. 대령 유카 아이흐티아 (s.1967) 1.5.2019 - 현재[5]

## 같이 보기
- 핀란드 국경경비대
- 엽병
- 라우리 퇴르니